# Военно-исторический музей (Дрезден)

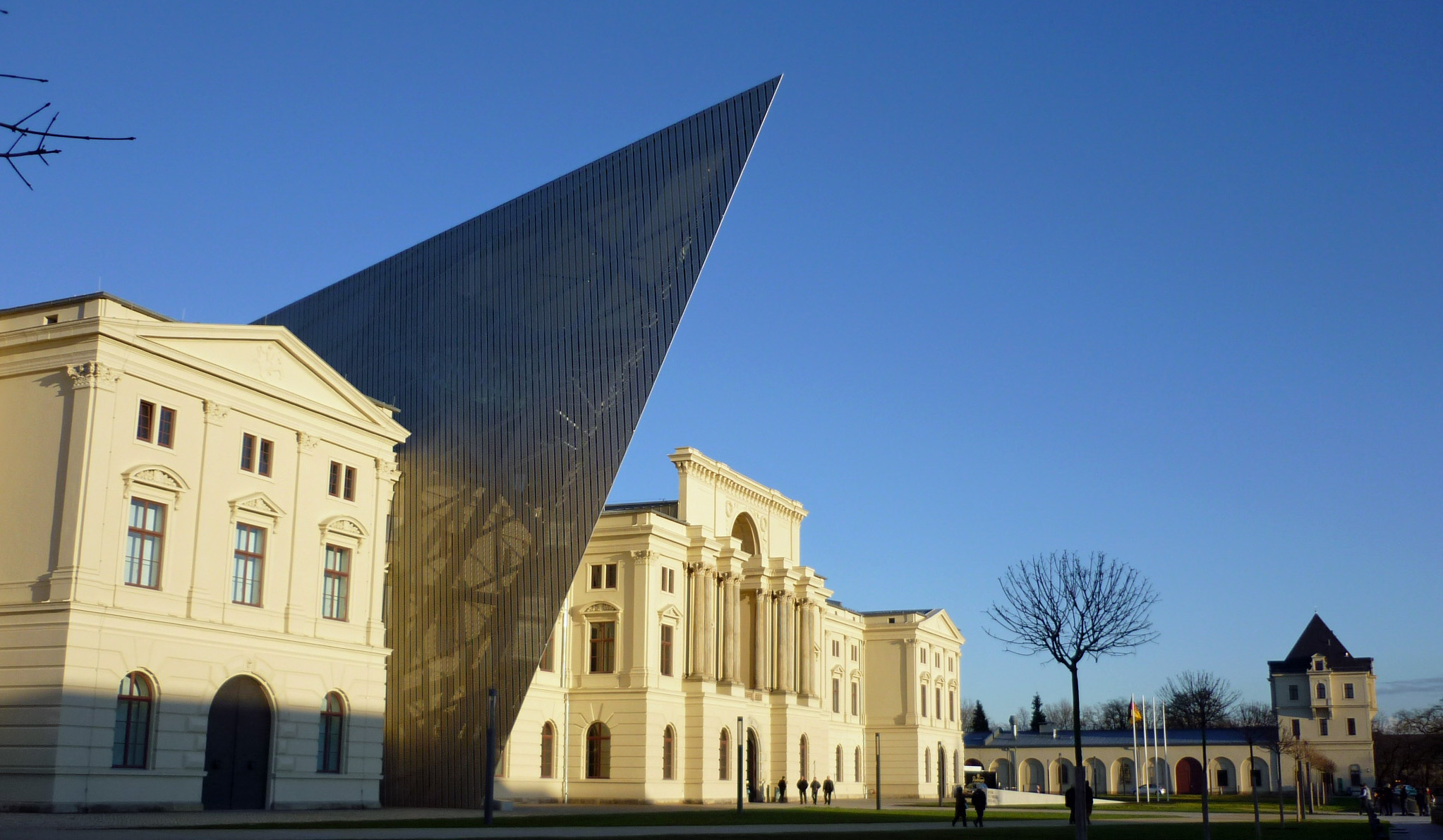
Дрезденский военно-исторический музей

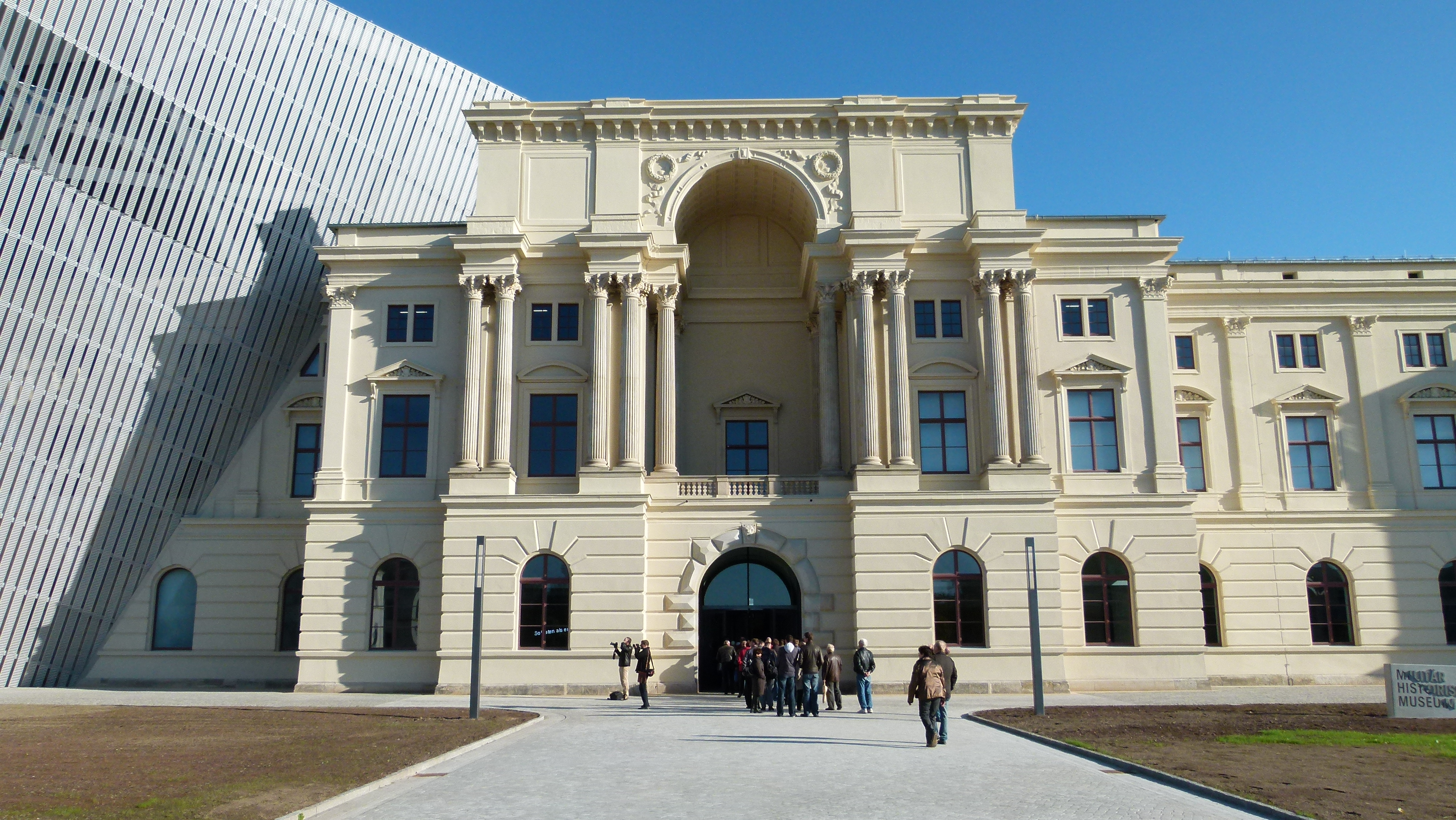

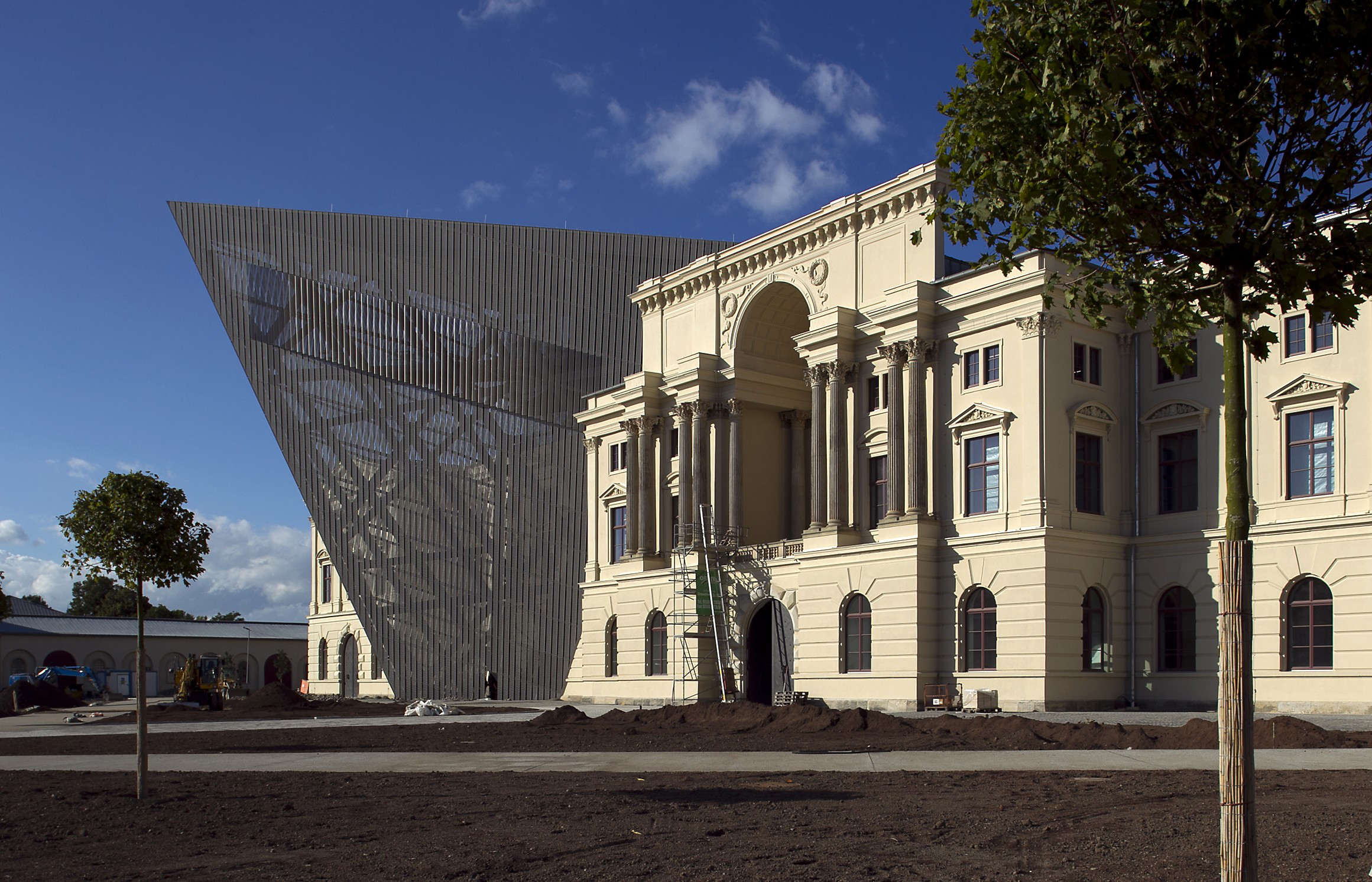

Военно-исторический музей вооружённых сил Германии (нем. Militärhistorisches Museum der Bundeswehr) — один из двух крупнейших германских военных музеев, находящийся в Дрездене, в городском районе Альбертштадт (нем. Albertstadt).

## История музея
Здание музея строилось в 1873—1877 гг. и было торжественно освящено 1 мая 1877 года. В то время оно использовалось как главный арсенал дрезденского гарнизона. В таком качестве оно прослужило до конца Первой мировой войны. Хотя в 1897 году в здании арсенала была организована выставка «Коллекция исторического оружия и моделей». С 1918 года многие помещения стали сдаваться в аренду предпринимателям, но основные площади использовались для хранения крупного вооружения, здесь же остался и организованный в 1914 году «Королевский музей саксонской армии», который открылся лишь в 1923 году под изменённым названием «Музей саксонской армии». В 1940 году он был снова переименован («Музей сухопутных войск») и оставался открытым для посетителей до 1945 года.
После поражения нацистской Германии во Второй мировой, в 1945 году по решению стран победительниц в Германии были закрыты все военные музеи. Из Дрездена большая часть музейной собственности в качестве репарации была вывезена в Советский Союз, а здание в 1946 году было передано дрезденскому городскому управлению, которое переоборудовало помещения и стало проводить в них (до 1967 года) выставки городских музеев, различные городские мероприятия, празднества, в том числе, в «Северном зале» (нем. Nordhalle), как тогда называлось здание музея, проводились знаменитые дрезденские рождественские ярмарки «Штрицельмаркты» (нем. Striezelmarkt), а также первая выставка, посвящённая восстановлению Дрездена, разрушенного в конце войны. В 1957 году открывается одна постоянная экспозиция, посвящённая Национальной народной армии ГДР.
C 1972 года здание вновь начинает использоваться как музей, теперь как «Музей армии ГДР», с экспозициями только об армиях Восточной Германии и Варшавского договора. В это время из СССР музею были переданы некоторые экспонаты из бывшего музея саксонской армии.
С объединением Германии, в 1990 году, музей переходит под руководство министерства обороны и получает новое название — «Военно-исторический музей вооружённых сил Германии». С этого времени в музей собираются и экспонируются раритеты, рассказывающие о военной истории Германии «от самого начала» и до настоящего времени, уделяется немало внимания и саксонской истории. Музей располагает двумя филиалами: музей немецкой военной авиации, расположенный на одном из бывших военных аэродромов Берлина, и  коллекция исторического вооружения в крепости «Кёнигштайн».

## Самопонимание музея и экспонаты
Aрхитектурный ансамбль Военно-исторического музея Бундесвера в Дрездене состоит из двух элементов: здания арсенала 1877 года постройки и сооруженной в 2011 году пристройки американского архитектора Даниэля Либескинда. Конструкция пристройки в форме клина словно врезается в фасад старого арсенала. Структура клина с её игрой света и теней символизирует военную историю Германии с её контрастами. Как архитектурная концепция, так и экспозиция музея направлены на разностороннюю интерпретацию и на переосмысление привычного зрительного восприятия. Экспозиция музея заставляет посетителей задуматься о собственном потенциале агрессии. Она тематизирует насилие как исторический, культурный и антропологический феномен. Постоянная экспозиция музея включает два комплекса: тематический в залах новой пристройки и хронологический в залах старого арсенала. На всей площади в 10 000 квадратных метров представлено в общей сложности около 10 000 экспонатов.
В пристройке, созданной Даниэлем Либескиндом, посетителей ожидает тематический экскурс, берущий начало на пятом этаже на площадке с видом на Дрезден и ведущий по смещенным лестницам пристройки и исторической лестнице старого здания – этаж за этажом – вниз. Двенадцать тем комплекса отображают разнообразные и отчасти неожиданные аспекты военной истории, не придерживаясь хронологического порядка. Для интерьера пристройки характерны открытые ввысь выставочные площади, над некоторыми из которых сооружены навесные мосты. Представленные в рамках этой выставки экспонаты относятся к таким тематическим разделам экспозиции как «Война и память», «Война и игра» или «Животные на военной службе». Некоторые из этих разделов нацелены на то, чтобы облегчить посетителям, мало знакомым до сих пор с военной тематикой, доступ к военной истории.
Хронологически выстроенный экскурс по военной истории Германии расположен в интерьерах трех крыльев исторического здания. Посетителям представлены три исторических периода: от позднего средневековья до 1914 года (первый этаж), эпоха мировых войн (второй этаж, западное крыло) и период с 1945 года по сегодняшний день (второй этаж, восточное крыло). Хронологическая экспозиция берет своё начало на первом этаже и завершается представленным в залах второго этажа исторического здания сегодняшним днем. При этом военная история Германии отображена в контексте европейской истории. Помимо основной экспозиции, посетители имеют возможность ознакомиться с подробностями военной истории конкретной эпохи, представленными в прилегающих залах. Углубленно разрабатывающие тематику залы включают такие аспекты, как экономика войн, военные и общество или ранения и смерть. Путь через эпохи проходит вдоль десяти основных витрин, отражающих центральные эпизоды поворотных моментов истории Германии – Тридцатилетней войны, начала и конца Второй мировой войны, а также разделения и воссоединения Германии.
Наиболее интересные экспонаты:

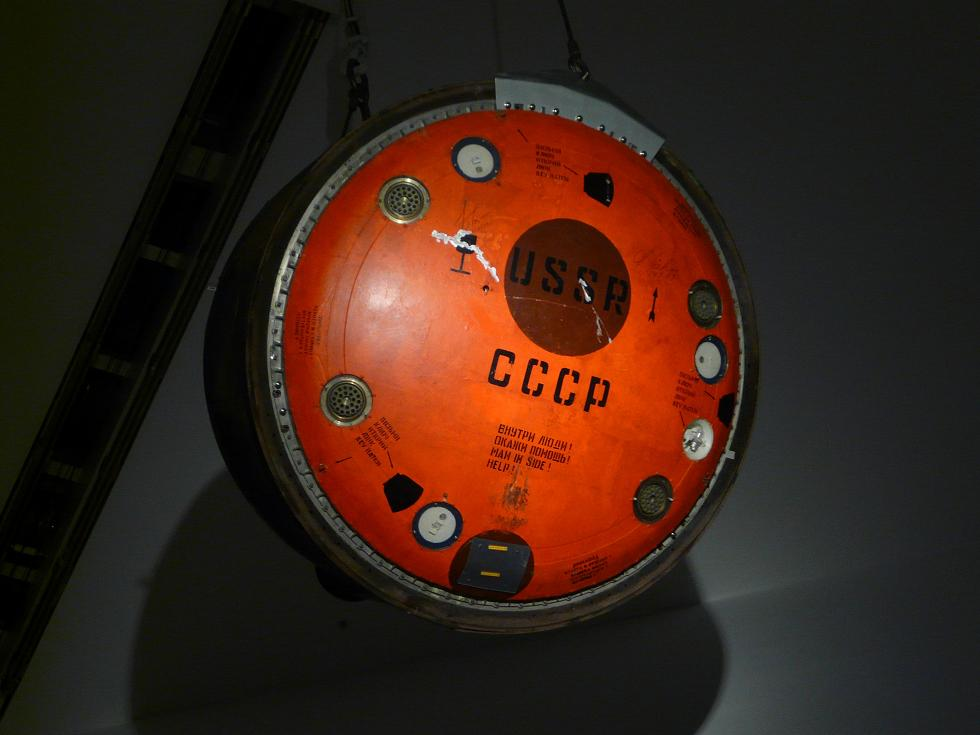
Посадочная капсула Союза-29

- Первая немецкая подводная лодка «Брандтаухер» (нем. Brandttaucher), построенная в 1850 году по проекту Вильгельма Бауэра.
- Спускаемый аппарат космического корабля Союз-29, на котором из космоса вернулся первый немецкий космонавт Зигмунд Йен, член третьего международного экипажа по программе «Интеркосмос».

## Галерея

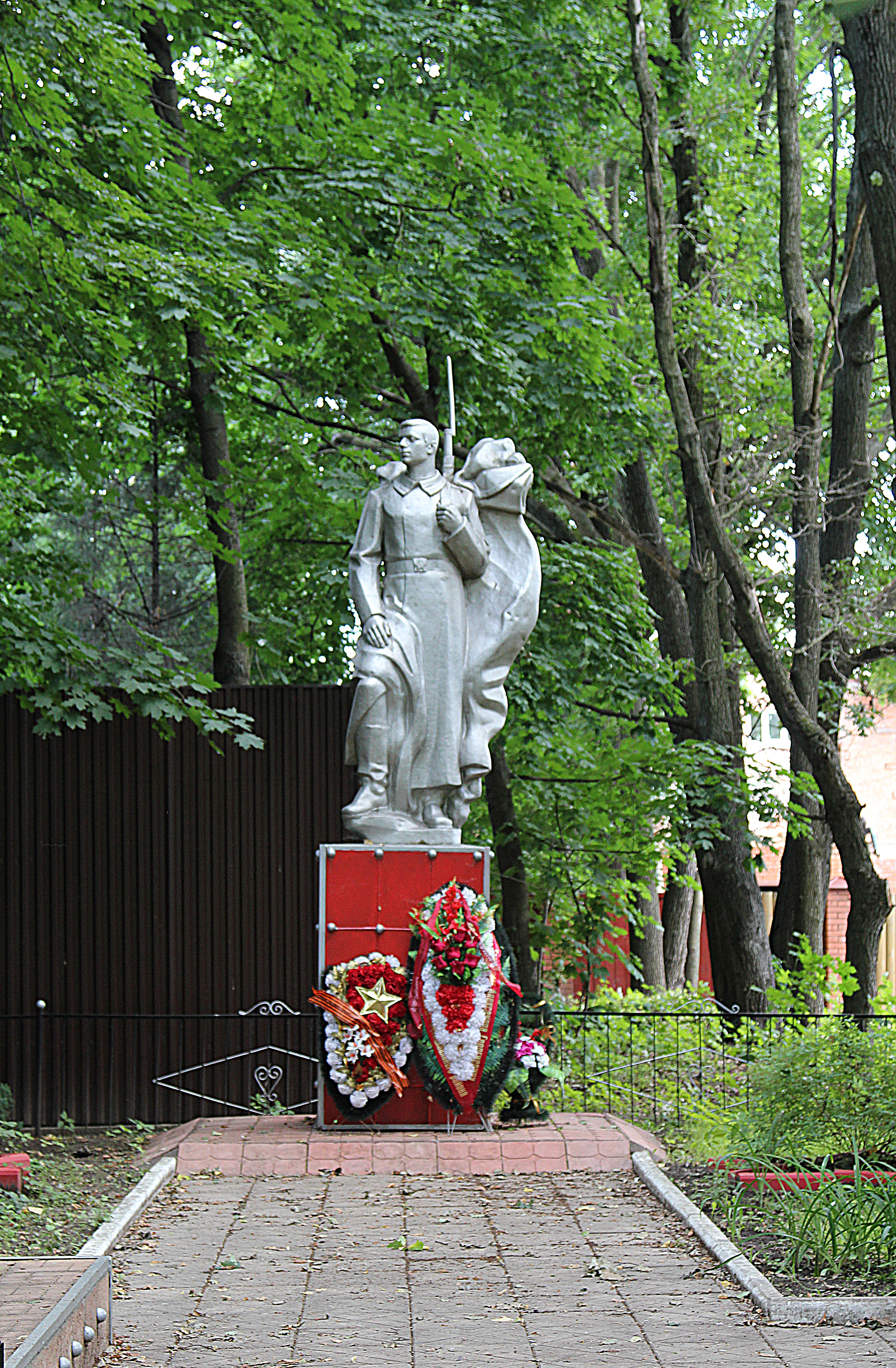
Памятник советским воинам, расположенный в сквере перед музеем
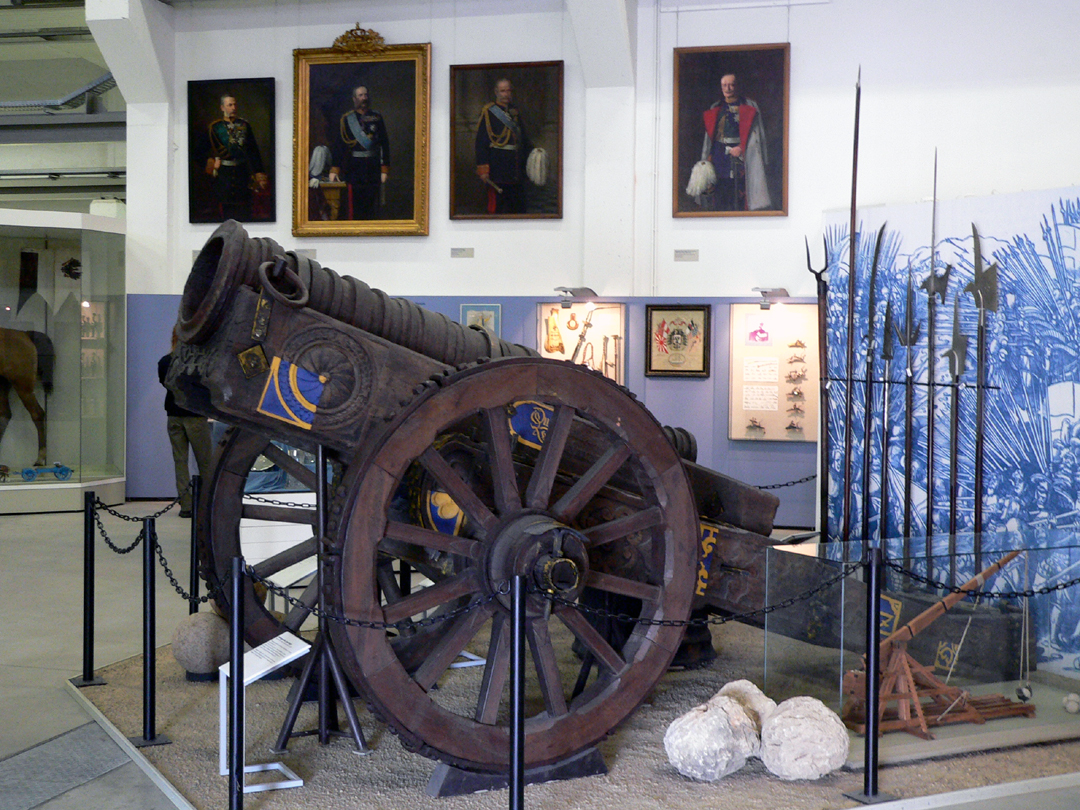
Осадное орудиe. XVII век
Коллекция орденов
Коллекция орденов
(Нагрудные звезды орденов: Святого Андрея (для нехристиан) и Османской империи
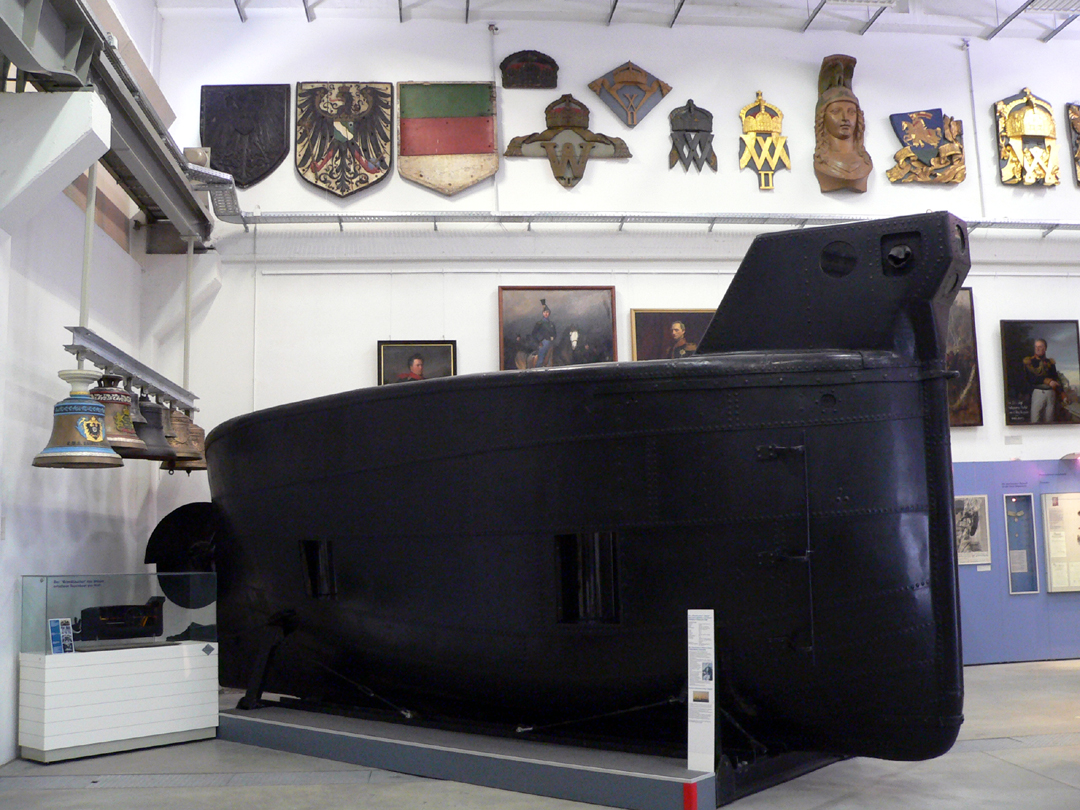
Подводная лодка «Брандтаухер»
Коллекция шлемов
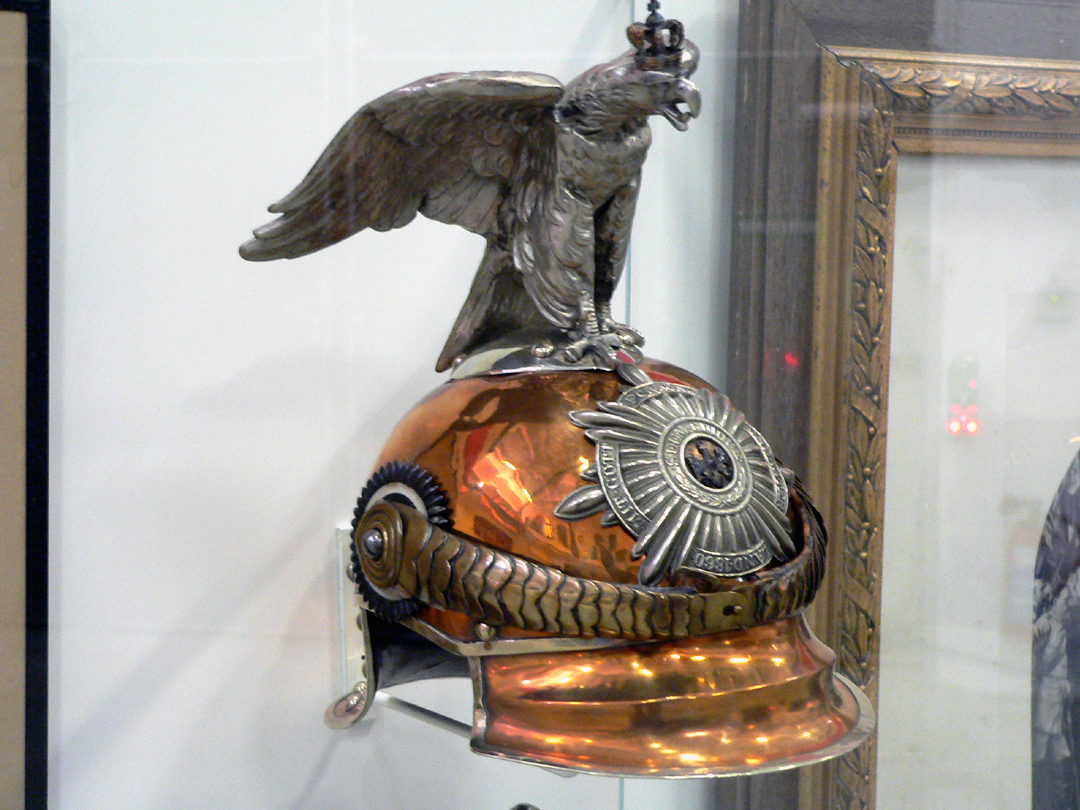
Парадный шлем
Самолёт У(По)-2
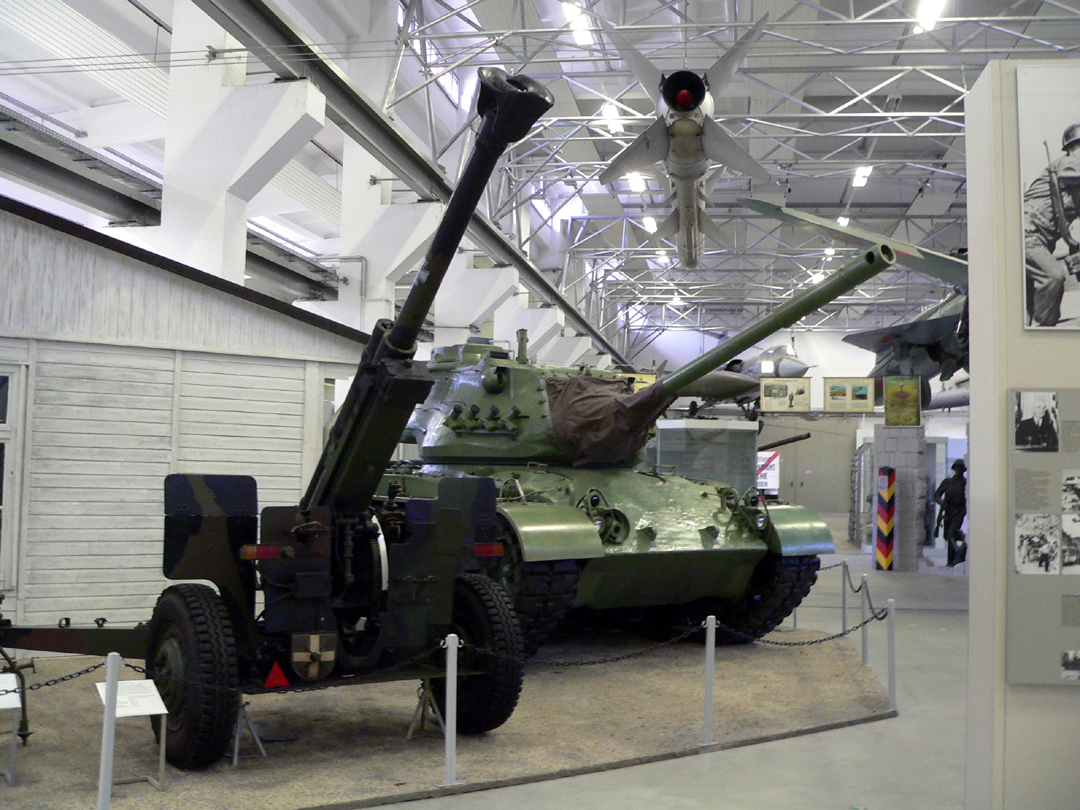
Гаубица М-101 и танк «Patton II» М-47.
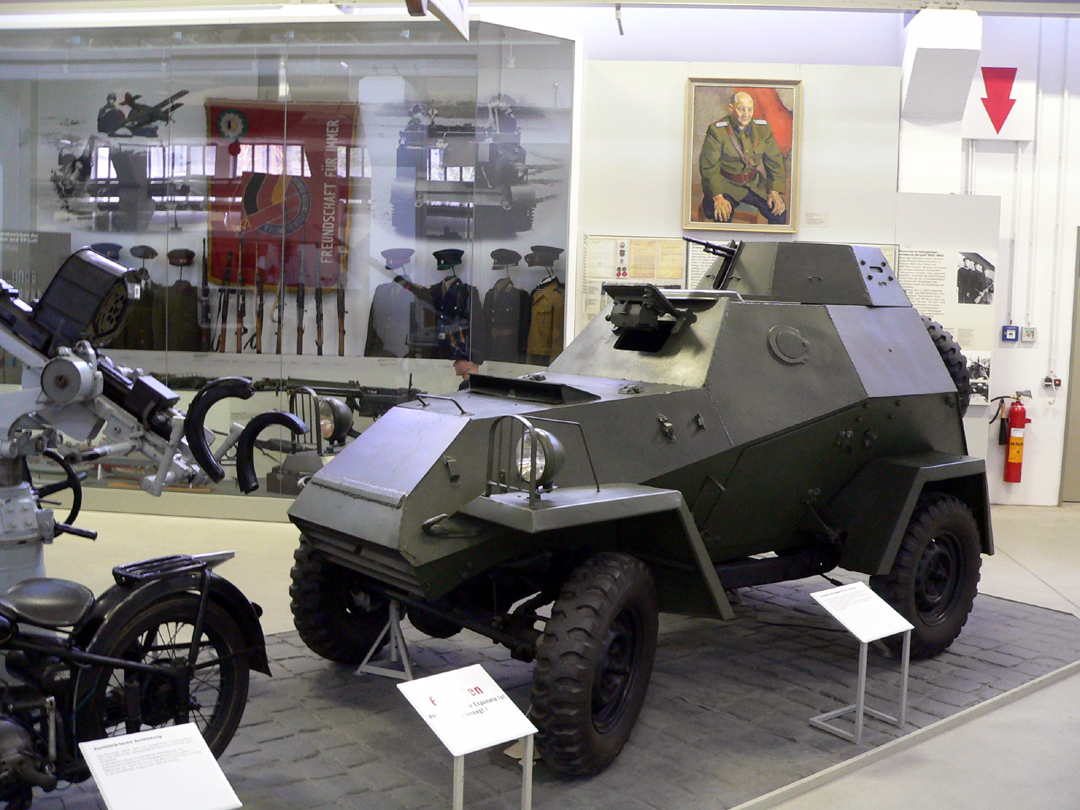
Бронеавтомобиль «Bobby» БA-64
Одна из экспозиций музея
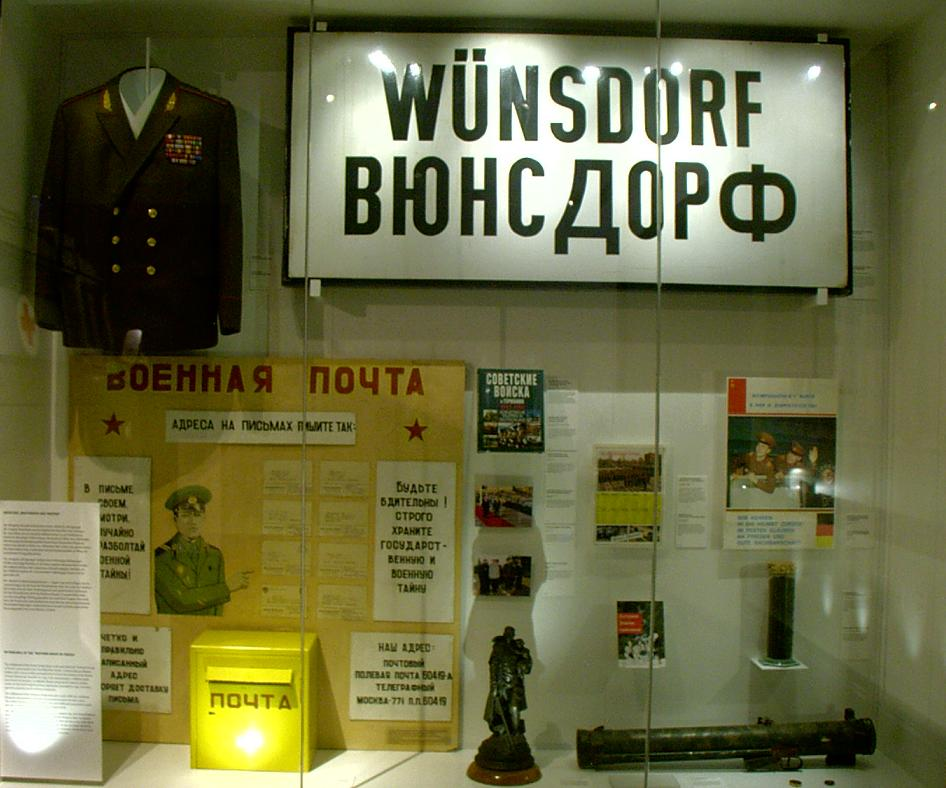
Стенд, посвященный ГСВГ
Реконструкция главного здания музея. 2009 год